# Wings de Kelowna
Les Wings de Kelowna sont une franchise de hockey sur glace basée à Kelowna en Colombie-Britannique qui a joué trois saisons dans la Ligue de hockey de l'Ouest avant de déménager à Spokane dans l'État de Washington en 1985. Ils deviennent alors les Chiefs de Spokane.
L'équipe ne s'est qualifiée qu'une seule fois pour les séries éliminatoires et a eu des résultats médiocres : 56 victoires en 216 matchs joués.

## Statistiques
| No | Saison    | PJ | V  | D  | N | BP  | BC  | Pts | Classement | Séries éliminatoires   |
| -- | --------- | -- | -- | -- | - | --- | --- | --- | ---------- | ---------------------- |
| 1  | 1982-1983 | 72 | 12 | 57 | 3 | 299 | 531 | 27  | 6e ouest   | Non qualifiés          |
| 2  | 1983-1984 | 72 | 15 | 56 | 1 | 295 | 448 | 31  | 6e ouest   | Non qualifiés          |
| 3  | 1984-1985 | 72 | 29 | 39 | 4 | 359 | 367 | 62  | 3e ouest   | Défaite en demi-finale |